# 5 Skrzydło Bombowe
5 Skrzydło Bombowe (ang. 5th Bomb Wing – związek taktyczny Sił Powietrznych Stanów Zjednoczonych.
W 2015 wchodzące w skład 8 Armii Lotniczej 5 Skrzydło Bombowe posiadało 13 samolotów B-52H w 23 dywizjonie bombowym, 13 samolotów w 69 dywizjonie bombowym.

## Struktura organizacyjna
W roku 2015:
- dowództwo skrzydła w Minot Air Force Base w Dakocie Północnej
- 23 dywizjon bombowy
- 69 dywizjon bombowy
- jednostki zabezpieczenia